# La condición postmoderna
La condición postmoderna: Informe sobre el saber (del francés: La condition postmoderne: rapport sur le savoir) es un libro escrito por Jean-François Lyotard en 1979 que analiza la epistemología de la cultura postmoderna como final de las "grandes narrativas" o metanarrativas, que Lyotard considera la característica principal de la modernidad. Influyente a pesar de su brevedad, el libro fue escrito originalmente como un informe dirigido al Conseil des universités du Québec. El texto introduce además el término "postmodernismo" en filosofía (hasta entonces solo utilizado en crítica del arte), con la siguiente cita: "Simplificando hasta el extremo, defino lo postmoderno como una incredulidad hacia las metanarrativas".
Ejemplos de metanarrativas son el reduccionismo y las interpretaciones teleológicas de la historia de la humanidad, como puedan ser la Ilustración y el Marxismo. Estas se han convertido en insostenibles, según Lyotard, debido al progreso tecnológico en comunicaciones, medios de comunicación de masas e informática. Técnicas como la inteligencia artificial o la traducción automática muestran una transición hacia la lingüística y la producción simbólica como elementos centrales de la economía postindustrial y la cultura postmoderna, a las que se dio paso a finales de los años 50 con la reconstrucción de Europa occidental. El resultado es una pluralidad de juegos del lenguaje (término definido por Ludwig Wittgenstein), sin ninguna estructura general. La ciencia moderna, por lo tanto, destruye sus propias metanarrativas.
Lyotard expresa su preferencia por una pluralidad de pequeñas narrativas que compitan entre ellas, reemplazando el totalitarismo de las metanarrativas. Por esta razón, 'La condición postmoderna: Informe sobre el saber ha sido criticado como una excusa para un relativismo extremo. Sin embargo, el autor sugiere la existencia de una verdad objetiva, pero añade que debido a la limitada capacidad de conocimiento que los humanos pueden llegar a comprender, nunca serán capaces de conocerla. En otras palabras, no hay certeza en las ideas, solamente mejor o peores interpretaciones de las cosas.
La condición postmoderna: Informe sobre el saber fue escrito como un informe, encargado por el gobierno de Quebec, sobre la influencia de la tecnología en la noción de conocimiento en ciencias exactas. Lyotard admitió[cita requerida] que entonces tenía un conocimiento "muy limitado" de la ciencia sobre la que estaba escribiendo, y para compensar, se "inventó historias" e hizo referencia a libros que en realidad no había leído.[cita requerida] En retrospectiva, lo llamó "una parodia" y "simplemente el peor de todos mis libros". Para pesar de su autor, se lo considera frecuentemente como su mejor obra.[cita requerida]

## Crítica
Es conocido el debate originado por este libro entre su autor y el filósofo alemán Jürgen Habermas, quien le respondió, primero, en una conferencia, «Modernidad: un proyecto incompleto» y, posteriormente, en un libro: El discurso filosófico de la modernidad.